# Kwarantanna (film)
Kwarantanna (ang. Quarantine) – amerykańsko-hiszpański horror z 2008 roku w reżyserii Johna Ericka Dowdle'a. Anglojęzyczny remake hiszpańskiego filmu REC (2007). Zdjęcia kręcono w Los Angeles. Film wszedł na ekrany amerykańskich kin 10 października 2008 roku, a w Polsce był dostępny od 21 listopada 2008 roku.

## Fabuła
Reporterka telewizyjna Angela Vidal i jej kamerzysta zamierzają nakręcić dokument o nocnej pracy straży pożarnej. Kiedy straż zostaje wezwana do pewnego budynku, Angela i jej kamerzysta postanawiają pojechać z nimi. Na miejscu okazuje się, że tutejsi mieszkańcy budynku są zarażeni tajemniczym wirusem, zamieniającym ich w krwiożercze bestie. Budynek zostaje zamknięty, a znajdujący się w nim ludzie (w tym Angela, jej kamerzysta oraz strażacy) zostają poddani kwarantannie. Tymczasem zarażeni wirusem ludzie zaczynają atakować tych zdrowych.

## Obsada
- Jennifer Carpenter jako Angela Vidal
- Columbus Short jako Wilensky
- Johnathon Schaech jako Fletcher
- Jay Hernández jako Jake
- Marin Hinkle jako Kathy
- Rade Serbedzija jako Guillem
- Greg Germann jako Lawrence
- Denis O’Hare jako Randy
- Joey King jako Briana
- Bernard White jako Bernard
- Steve Harris jako Scott Percival
- Bernard White jako Bernard
- Stacy Chbosky jako Elise
- Andrew Fiscella jako Oficer McCreedy
- Shawn Driscoll jako Strażak
- Jermaine Jackson jako Nadif
- Sharon Ferguson jako Jwahir
- Dania Ramirez jako Sadie

i inni.